# Campeonato Panamericano de Waterpolo Sub-17 de 2017
El IV Campeonato Panamericano UANA Sub-17 de Waterpolo de 2017 fue la IV edición de dicho torneo. Se llevó a cabo entre el 1 de julio y el 8 de julio de 2017 en Lima, Perú. El torneo se realizó en las Piscina del Campo de Marte.

## Torneo masculino
| 1. Estados Unidos |
| 2. Brasil         |
| 3. Canadá         |
| 4. Colombia       |

### Equipos participantes
Grupo A: Estados Unidos, Colombia, Chile, y Trinidad y Tobago.
Grupo B: Brasil, Canadá, Perú, y Puerto Rico

## Torneo femenino
| 1. Estados Unidos |
| 2. Brasil         |
| 3. Canadá         |
| 4. Argentina      |

### Equipos participantes
- Estados Unidos
- Canadá
- Brasil
- Argentina
- Puerto Rico
- Trinidad y Tobago
- Perú

## 
- Campeonato Panamericano Sub-17 de Waterpolo de 2013